# Nathalie Lesdema
Nathalie Lesdema (née le 17 janvier 1973 à Fort-de-France) est une joueuse française de basket-ball, évoluant au poste d’intérieure. Elle est l’une des anciennes joueuses majeures de l’équipe de France.

## Club
- 1991-1992 :  AS Villeurbanne
- 1992-1994 :  AS Villeurbanne
- 1994-2000 :  ASPTT Aix-en-Provence
- 2000-2001 :  Goldzack Wuppertal
- 2001-2002 :  US Valenciennes
- 2002-2003 :  Basket Spezia Club
- 2003-2005 :  ASPTT Aix-en-Provence
- 2005-2006 :  VBM-SGAU Samara
- 2006-2007 :  Acís León
- 2007-2008 :  ASPTT Aix-en-Provence[2]
- 2008 :  Phard Napoli[3]

## Palmarès

### Club
- Vainqueur de l'Euroligue en 2002 (US Valenciennes)
- Finaliste de la coupe Ronchetti  en 1998 (Pays d'Aix Basket 13)
- Champion de France en 2002 (US Valenciennes)
- Champion d'Allemagne en 2001 (Wuppertal)
- Champion de Russie en 2006 (VBM Samara)
- Vainqueur de la coupe de France en 2000 (Pays d'Aix Basket 13), 2002  (US Valenciennes)
- Vainqueur de la coupe de Russie en 2006 (VBM Samara)
- Vainqueur de la coupe d'Allemagne en 2001 (Wuppertal)
- Vainqueur du Tournoi de la Fédération 2002
- Finaliste du championnat d'Italie en 2008 (Phard Napoli)

### Sélection nationale
- Sélectionnée de 1994 à 2006 : 222 matches, 1299 pts
- Championnat du monde de basket-ball féminin
  - Participation à l'édition 2002 et 2006
- Championnat d'Europe
  -  Médaille d'or du Championnat d'Europe 2001 en France
  -  Médaille d'argent du Championnat d'Europe 1999 en Pologne
  - 11e du Championnat d'Europe 1995